# Prisciliano Flores
El General Prisciliano Flores fue un militar mexicano que participó en la Revolución mexicana. 
Nació en Coahuila. Trabajó como introductor de ganado vacuno al rastro de Saltillo. Se incorporó a la lucha constitucionalista desde febrero de 1913; luego fue incorporado a las fuerzas de Andrés Saucedo, principal subalterno de Lucio Blanco. Fue herido en el fracasado ataque de Laredo, a finales de 1913. Fiel a Venustiano Carranza, luchó contra los villistas en la Batalla de El Ébano, y murió en un combate contra los zapatistas, en Puebla, en 1915. 